# Flosmaris mutsuensis
Flosmaris mutsuensis är en havsanemonart som först beskrevs av Uchida 1938.  Flosmaris mutsuensis ingår i släktet Flosmaris och familjen Isophelliidae. Inga underarter finns listade i Catalogue of Life.